# Robledo (Villamartín de Valdeorras)
Robledo (llamada oficialmente O Robledo) es un lugar situado en la parroquia de Cernego, del municipio español de Villamartín de Valdeorras, en la provincia de Orense, Galicia.

## Demografía
| Gráfica de evolución demográfica de Robledo entre 2000 y 2023 |
|                                                               |
| Datos según el nomenclátor publicado por el INE.              |